# Paradexamine exilis
Paradexamine exilis is een vlokreeftensoort uit de familie van de Dexaminidae. De wetenschappelijke naam van de soort is voor het eerst geldig gepubliceerd in 2009 door Myers & LeCroy.